# Десинич
Десинич (хорв. Desinić) — община с центром в одноимённом посёлке на севере Хорватии, в Крапинско-Загорской жупании. Население 365 человек в самом посёлке и 2915 человек во всей общине (2001). Подавляющее большинство населения — хорваты (98,1 %). В состав общины кроме Десинича входят ещё 27 деревень.
Посёлок находится в Хорватском Загорье в холмистой, лесной малонаселённой местности. В 8 км к северо-востоку от Десинича находится город Преграда, в 3 км к западу проходит словенская граница. Посёлок Десинич известен главным образом тем, что рядом с ним (около километра на северо-запад) расположен знаменитый хорватский замок Велики Табор.

## Города-побратимы
- — Голешов — Чехия